# ロビー・レイ
ロバート・グレン・レイ（Robert Glenn Ray, 1991年10月1日 - ）は、アメリカ合衆国テネシー州ブレントウッド出身のプロ野球選手（投手）。左投左打。MLBのサンフランシスコ・ジャイアンツ所属。愛称はボブ。

## 経歴

### プロ入りとナショナルズ傘下時代
2010年のMLBドラフト12巡目（全体356位）でワシントン・ナショナルズから指名され、プロ入り。契約後、傘下のA-級バーモント・レイクモンスターズでプロデビューし、1試合に登板した。
2011年はA級ヘイガーズタウン・サンズに所属し、20試合に先発登板して2勝3敗、防御率3.13、95奪三振を記録した。
2012年はA+級ポトマック・ナショナルズに所属し、22試合（先発21試合）に登板して4勝12敗、防御率6.56、86奪三振を記録した。
2013年はまずA+級ポトマックに所属し、16試合に先発登板して6勝3敗、防御率3.11、100奪三振を記録した。7月にAA級ハリスバーグ・セネターズへ昇格。11試合に先発登板して5勝2敗、防御率3.72、60奪三振を記録した。

### タイガース時代
2013年12月2日にダグ・フィスターとのトレードで、イアン・クロール、スティーブ・ロンバードージー・ジュニアと共にデトロイト・タイガースへ移籍した。

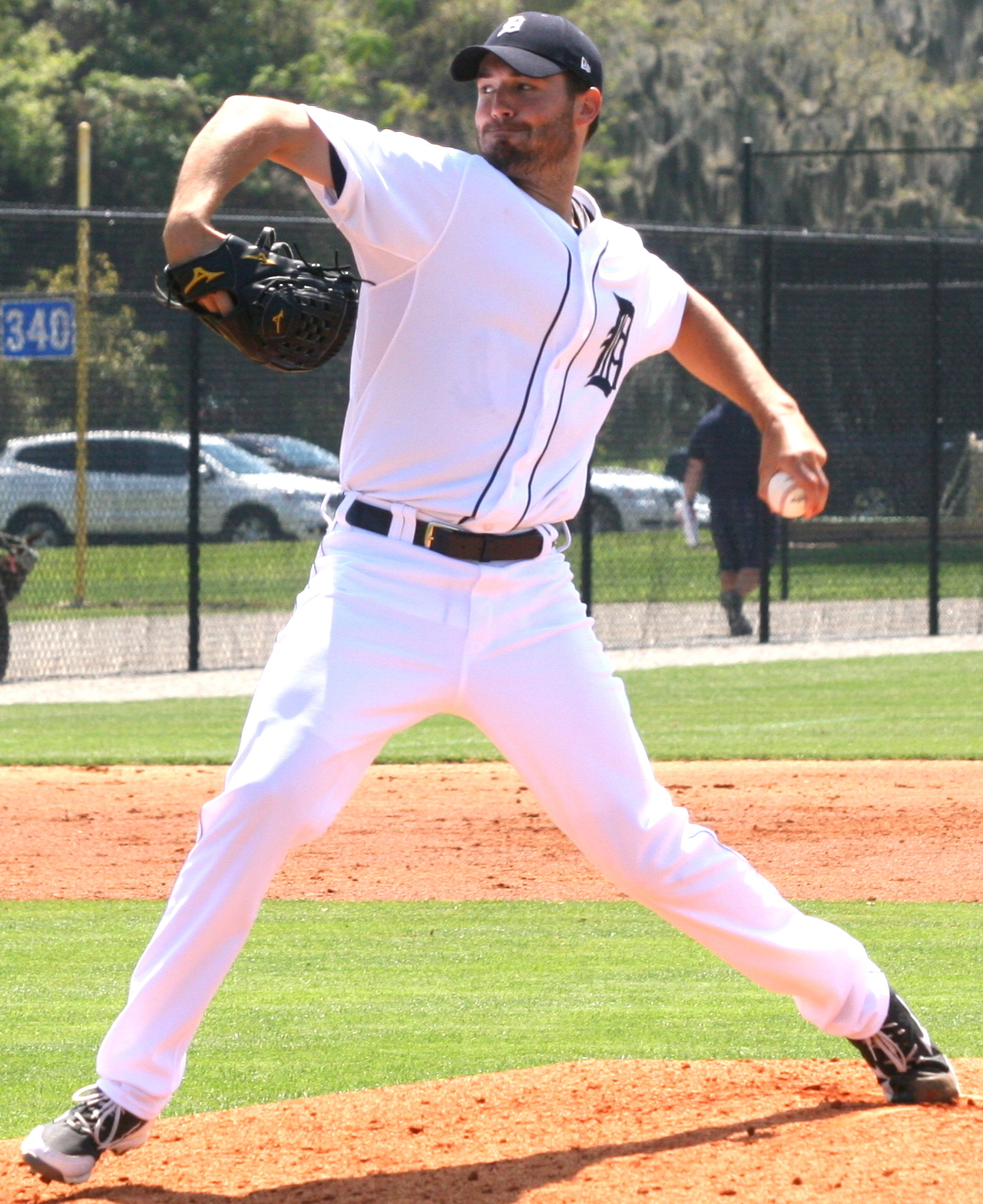
デトロイト・タイガース時代
（2014年3月21日）

2014年は傘下のAAA級トレド・マッドヘンズで開幕を迎え、6試合に登板し、3勝2敗、防御率1.53を記録した。5月6日にタイガースとメジャー契約を結んでアクティブ・ロースター入りし、同日のヒューストン・アストロズ戦で先発起用され、メジャーデビュー。5.1イニングを投げ、5安打1失点、1四球、5奪三振と好投し、メジャー初勝利を挙げた。その後2試合は好投したものの、5月22日のテキサス・レンジャーズ戦で3.1回を9安打、7失点、1被本塁打と結果を残せず、同日にAAA級トレドへ降格。降格後はAAA級トレドで13試合に登板。4勝3敗、防御率4.68という成績で、8月12日にアニバル・サンチェスが故障者リスト入りしたため、メジャーへ再昇格。昇格後の2試合はいずれも5回4失点で2連敗を喫し、8月22日のミネソタ・ツインズ戦では6被安打6失点を喫し、2回途中一死で降板。同日にAAA級トレドへ降格した。9月2日に再昇格するも、2試合の登板にとどまった。この年メジャーでは9試合（先発6試合）に登板して1勝4敗、防御率8.16、19奪三振を記録した。

### ダイヤモンドバックス時代
2014年12月5日にニューヨーク・ヤンキースを含んだ三角トレードで、アリゾナ・ダイヤモンドバックスへ移籍した。

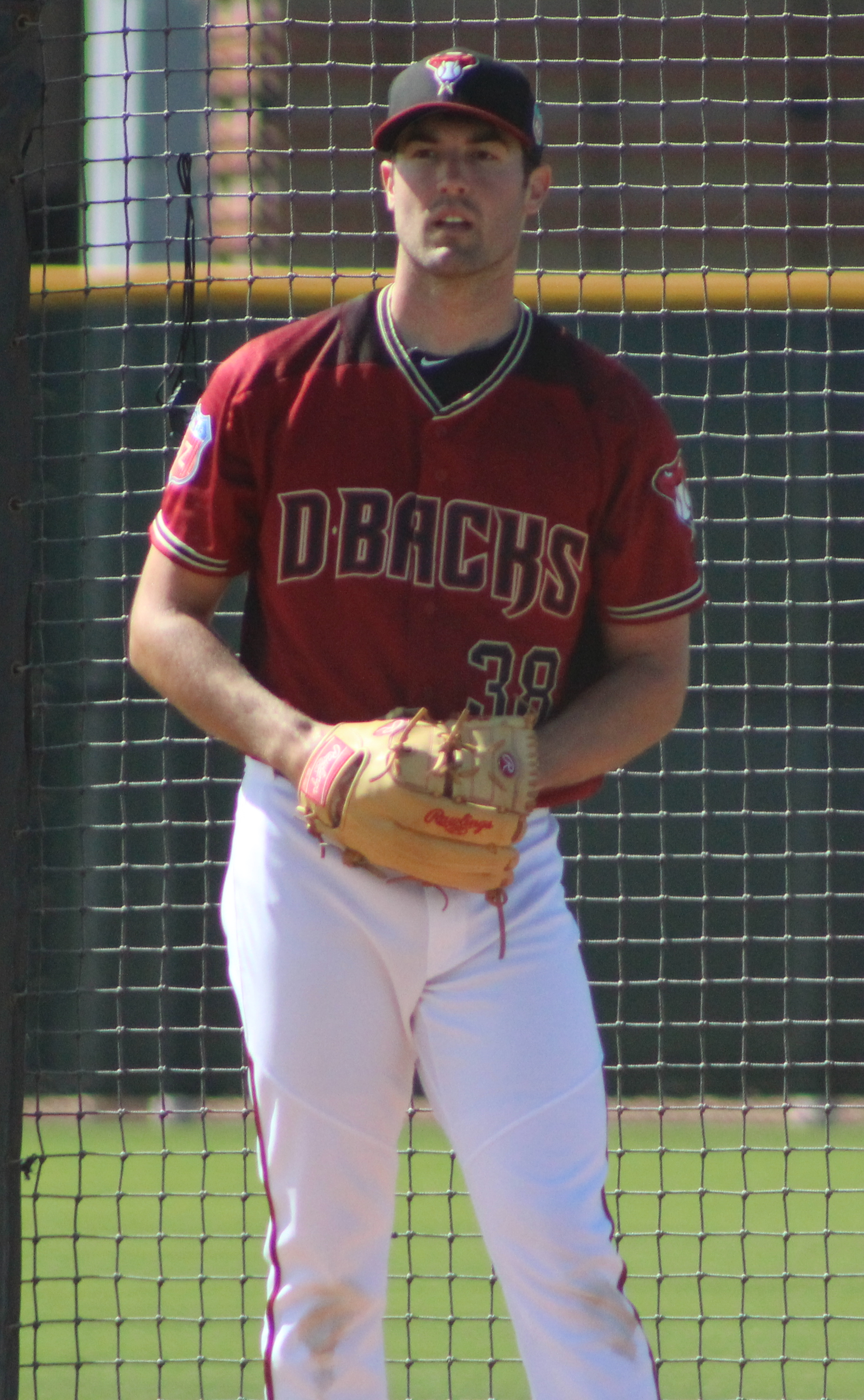
アリゾナ・ダイヤモンドバックス時代
（2016年2月27日）

2015年4月5日に傘下のAAA級リノ・エーシズへ異動。AAA級リノでは5試合に登板し、1勝3敗、防御率4.01だったが、5月6日にダブルヘッダーで登録枠が拡大されたため、メジャーへ昇格。同日のコロラド・ロッキーズ戦では6回を5安打1失点5奪三振に抑え、シーズン初勝利を挙げた。5月7日にAAA級リノへ降格。AAA級リノで4試合に登板後、6月4日にアーチー・ブラッドリーが故障者リスト入りしたため、メジャーへ再昇格。昇格後は先発ローテーションに加わり、8月には5連敗を喫するなど乱調が続いたが、シーズン終了までローテーションに定着した。この年は23試合に先発登板して5勝12敗、防御率3.52、119奪三振を記録した。
2016年は開幕から先発ローテーションを守り、自身初の規定投球回に到達。しかし好不調の波が激しく、6イニング以上を無失点で抑えたゲームが4試合あったのに対し、QS達成はわずか10試合でQS率は31%に留まった。32試合の登板で8勝15敗、218奪三振、防御率4.90だった。218奪三振はナショナルリーグ4位タイで、K/9では11.25を記録してホセ・フェルナンデスに次いでMLB2位だった。
2017年5月30日のピッツバーグ・パイレーツ戦で自身初の完封勝利を記録した。7月にはオールスターゲームに初選出されたが登板しなかった。7月18日のシンシナティ・レッズ戦で通算500奪三振を記録した。7月28日のセントルイス・カージナルス戦にてルーク・ボイトの打球が頭部に直撃して2回途中で降板。故障者リスト入りとなった。8月24日に復帰した。この離脱を除けばシーズンを通してローテーションを守り、28試合の先発で162イニングを投げてギリギリで規定投球回に到達した。合計でナ・リーグ6位タイの15勝（5敗）、同4位の防御率2.89、同3位の218奪三振を記録。防御率は前年よりも2点以上改善させ、K/9は前年を上回る12.11で、クリス・セールに次いでメジャー2位だった。サイ・ヤング賞の投票ではリーグ7位だった。
2018年は24試合に先発登板して6勝2敗、防御率3.93、165奪三振を記録した。
2019年は33試合に先発登板して12勝8敗、防御率4.34、235奪三振を記録した。

### ブルージェイズ時代
2020年8月31日にトラビス・バーゲンとのトレードで、トロント・ブルージェイズへ移籍した。オフの11月1日にFAとなったが、7日にブルージェイズと1年800万ドルで再契約した。
2021年、開幕直前に階段から落ちて左肘を打撲し、開幕を負傷者リストで迎えることとなった。9月2日に8月のピッチャー・オブ・ザ・マンスを受賞した。シーズンでは32先発で13勝7敗、防御率2.84、248奪三振と自己最高の成績を残した。前年の与四球率7.83、WHIP1.90はMLB最低水準だったが、この年は与四球率2.42、WHIP1.05と大幅に改善され、最優秀防御率と最多奪三振の二冠に輝いた。オフの11月3日にFAとなった。11月17日に全米野球記者協会から自身初となるサイ・ヤング賞を準満票で受賞した。11月23日に自身初めてオールMLBチームのファーストチーム先発投手の1人に選出された。

### マリナーズ時代
2021年11月30日にシアトル・マリナーズと5年総額1億1500万ドルの契約を結んだ。オプションとして全球団に対するトレード拒否権と、2024年のシーズン終了後に契約を破棄してFAになれるオプトアウトの権利が含まれる。
2022年10月2日のオークランド・アスレチックス戦で通算1500奪三振を達成し、投球回では歴代最少のダルビッシュ有の1216イニングに次いで少ない1220イニングであった。この年も32試合に登板し、12勝12敗、212奪三振、防御率3.71などの成績を残した。両リーグ1位となる6回の牽制球でのアウトを記録した。
2023年は3月31日のクリーブランド・ガーディアンズ戦でシーズン初登板したが、この試合で左腕の屈筋を痛めて降板し、故障者リスト入りした。その後、屈筋は回復していたが新たな問題が見つかり、4月26日に手術を受けてこの年の残りの試合を欠場することが発表された。また、5月3日にはその手術がトミー・ジョン手術であったことが明らかになった。

### ジャイアンツ時代
2024年1月5日にミッチ・ハニガー、アンソニー・デスクラファニーとのトレードで、サンフランシスコ・ジャイアンツへ移籍した。

## 選手としての特徴
オーバースローから、最速98mph（約158km/h）、平均94mph（約151km/h）の速球（フォーシーム、ツーシーム）を中心に、平均84mph（約135km/h）のスライダー、平均86mph（約138km/h）のチェンジアップを使用して三振を多く奪う投球スタイルである。

## 詳細情報

### 年度別投手成績
| 年 度     | 球 団     | 登 板 | 先 発 | 完 投 | 完 封 | 無 四 球 | 勝 利 | 敗 戦 | セ 丨 ブ | ホ 丨 ル ド | 勝 率 | 打 者 | 投 球 回 | 被 安 打 | 被 本 塁 打 | 与 四 球 | 敬 遠 | 与 死 球 | 奪 三 振 | 暴 投 | ボ 丨 ク | 失 点 | 自 責 点 | 防 御 率 | W H I P |
| --------- | --------- | ----- | ----- | ----- | ----- | -------- | ----- | ----- | -------- | ----------- | ----- | ----- | -------- | -------- | ----------- | -------- | ----- | -------- | -------- | ----- | -------- | ----- | -------- | -------- | ------- |
| 2014      | DET       | 9     | 6     | 0     | 0     | 0        | 1     | 4     | 0        | 1           | .200  | 136   | 28.2     | 43       | 5           | 11       | 0     | 0        | 19       | 2     | 1        | 26    | 26       | 8.16     | 1.88    |
| 2015      | ARI       | 23    | 23    | 0     | 0     | 0        | 5     | 12    | 0        | 0           | .294  | 545   | 127.2    | 121      | 9           | 49       | 3     | 8        | 119      | 2     | 0        | 56    | 50       | 3.52     | 1.33    |
| 2016      | ARI       | 32    | 32    | 0     | 0     | 0        | 8     | 15    | 0        | 0           | .348  | 776   | 174.1    | 185      | 24          | 71       | 4     | 6        | 218      | 8     | 0        | 105   | 95       | 4.90     | 1.47    |
| 2017      | ARI       | 28    | 28    | 1     | 1     | 1        | 15    | 5     | 0        | 0           | .750  | 665   | 162.0    | 116      | 23          | 71       | 3     | 5        | 218      | 8     | 0        | 57    | 52       | 2.89     | 1.15    |
| 2018      | ARI       | 24    | 24    | 0     | 0     | 0        | 6     | 2     | 0        | 0           | .750  | 526   | 123.2    | 97       | 19          | 70       | 3     | 5        | 165      | 5     | 0        | 55    | 54       | 3.93     | 1.35    |
| 2019      | ARI       | 33    | 33    | 0     | 0     | 0        | 12    | 8     | 0        | 0           | .600  | 747   | 174.1    | 150      | 30          | 84       | 5     | 5        | 235      | 7     | 0        | 91    | 84       | 4.34     | 1.34    |
| 2020      | ARI       | 7     | 7     | 0     | 0     | 0        | 1     | 4     | 0        | 0           | .200  | 154   | 31.0     | 31       | 9           | 31       | 1     | 1        | 43       | 6     | 0        | 27    | 27       | 7.84     | 2.00    |
| 2020      | TOR       | 5     | 4     | 0     | 0     | 0        | 1     | 1     | 0        | 0           | .500  | 97    | 20.2     | 22       | 4           | 14       | 0     | 0        | 25       | 0     | 0        | 13    | 11       | 4.79     | 1.74    |
| '20計     | TOR       | 12    | 11    | 0     | 0     | 0        | 2     | 5     | 0        | 0           | .286  | 251   | 51.2     | 53       | 13          | 45       | 1     | 1        | 68       | 0     | 0        | 40    | 38       | 6.62     | 1.90    |
| 2021      | TOR       | 32    | 32    | 0     | 0     | 0        | 13    | 7     | 0        | 0           | .650  | 773   | 193.1    | 150      | 33          | 52       | 0     | 4        | 248      | 5     | 0        | 62    | 61       | 2.84     | 1.05    |
| 2022      | SEA       | 32    | 32    | 0     | 0     | 0        | 12    | 12    | 0        | 0           | .500  | 775   | 189.0    | 163      | 32          | 62       | 0     | 7        | 212      | 5     | 0        | 80    | 78       | 3.71     | 1.19    |
| 2023      | SEA       | 1     | 1     | 0     | 0     | 0        | 0     | 1     | 0        | 0           | .000  | 19    | 3.1      | 4        | 0           | 5        | 0     | 0        | 3        | 1     | 0        | 5     | 3        | 8.10     | 2.70    |
| 2024      | SF        | 7     | 7     | 0     | 0     | 0        | 3     | 2     | 0        | 0           | .600  | 129   | 30.2     | 20       | 6           | 15       | 0     | 6        | 43       | 4     | 0        | 16    | 16       | 4.70     | 1.14    |
| MLB：11年 | MLB：11年 | 233   | 229   | 1     | 1     | 1        | 77    | 73    | 0        | 1           | .513  | 5342  | 1258.2   | 1102     | 194         | 535      | 19    | 47       | 1548     | 53    | 1        | 593   | 557      | 3.98     | 1.30    |

- 2024年度シーズン終了時
- 各年度の太字はリーグ最高

### 年度別守備成績
| 年 度 | 球 団 | 投手（P） | 投手（P） | 投手（P） | 投手（P） | 投手（P） | 投手（P） |
| 年 度 | 球 団 | 試 合     | 刺 殺     | 補 殺     | 失 策     | 併 殺     | 守 備 率  |
| ----- | ----- | --------- | --------- | --------- | --------- | --------- | --------- |
| 2014  | DET   | 9         | 2         | 6         | 0         | 1         | 1.000     |
| 2015  | ARI   | 23        | 9         | 15        | 0         | 1         | 1.000     |
| 2016  | ARI   | 32        | 3         | 18        | 2         | 3         | .913      |
| 2017  | ARI   | 28        | 0         | 11        | 1         | 1         | .917      |
| 2018  | ARI   | 24        | 1         | 5         | 0         | 0         | 1.000     |
| 2019  | ARI   | 33        | 7         | 21        | 2         | 2         | .933      |
| 2020  | ARI   | 7         | 0         | 1         | 0         | 0         | 1.000     |
| 2020  | TOR   | 5         | 1         | 5         | 0         | 0         | 1.000     |
| '20計 | TOR   | 12        | 1         | 6         | 0         | 0         | 1.000     |
| 2021  | TOR   | 32        | 4         | 15        | 1         | 1         | .950      |
| 2022  | SEA   | 32        | 6         | 18        | 0         | 1         | 1.000     |
| 2023  | SEA   | 1         | 0         | 0         | 1         | 0         | .000      |
| 2024  | SF    | 7         | 0         | 2         | 0         | 0         | 1.000     |
| MLB   | MLB   | 233       | 33        | 117       | 7         | 10        | .955      |

- 2024年度シーズン終了時
- 各年度の太字はリーグ最高

### ポストシーズン投手成績
| 年 度     | 球 団     | シ リ ｜ ズ | 登 板 | 先 発 | 勝 利 | 敗 戦 | セ ｜ ブ | ホ ｜ ル ド | 勝 率 | 打 者 | 投 球 回 | 被 安 打 | 被 本 塁 打 | 与 四 球 | 敬 遠 | 与 死 球 | 奪 三 振 | 暴 投 | ボ ｜ ク | 失 点 | 自 責 点 | 防 御 率 | W H I P |
| --------- | --------- | ----------- | ----- | ----- | ----- | ----- | -------- | ----------- | ----- | ----- | -------- | -------- | ----------- | -------- | ----- | -------- | -------- | ----- | -------- | ----- | -------- | -------- | ------- |
| 2017      | ARI       | NLWC        | 1     | 0     | 0     | 0     | 0        | 1           | ----  | 8     | 2.1      | 2        | 0           | 0        | 0     | 0        | 3        | 1     | 0        | 1     | 1        | 3.86     | 0.86    |
| 2017      | ARI       | NLDS        | 1     | 1     | 0     | 1     | 0        | 0           | .000  | 22    | 4.1      | 4        | 0           | 4        | 0     | 1        | 6        | 3     | 0        | 4     | 4        | 8.31     | 1.85    |
| 2020      | TOR       | ALWC        | 1     | 0     | 0     | 1     | 0        | 0           | .000  | 11    | 3.0      | 1        | 0           | 1        | 0     | 0        | 5        | 1     | 0        | 1     | 1        | 3.00     | 0.67    |
| 2022      | SEA       | ALWC        | 1     | 1     | 0     | 0     | 0        | 0           | ----  | 14    | 3.0      | 6        | 2           | 0        | 0     | 0        | 4        | 0     | 0        | 4     | 4        | 12.00    | 2.00    |
| 2022      | SEA       | ALDS        | 2     | 0     | 0     | 1     | 0        | 0           | .000  | 3     | 0.2      | 1        | 1           | 0        | 0     | 0        | 1        | 0     | 0        | 1     | 1        | 13.50    | 1.50    |
| 出場：3回 | 出場：3回 | 出場：3回   | 6     | 2     | 0     | 3     | 0        | 1           | .000  | 58    | 13.1     | 14       | 3           | 5        | 0     | 1        | 19       | 5     | 0        | 11    | 11       | 7.43     | 1.43    |

- 2023年度シーズン終了時

### タイトル
- 最優秀防御率：1回（2021年）
- 最多奪三振：1回（2021年）

### 表彰
- サイ・ヤング賞：1回（2021年）[29]
- オールMLBチーム[30]
  - ファーストチーム先発投手：1回（2021年）
- ピッチャー・オブ・ザ・マンス：2回（2021年8月、2025年5月）

### 記録
- MLBオールスターゲーム選出：2回（2017年、2025年）
- 開幕投手：1回（2022年）

### 背番号
- 38（2014年 - 同年途中、2015年 - 2023年、2025年 - ）
- 58（2014年途中 - 同年終了）
- 23（2024年）